# August Van Geert
August(e) Van Geert ( 1888 - 1938 ) fue un botánico, y pteridólogo alemán, reconocido especialista en Azalea.

## Algunas publicaciones

### Libros
- frédéric Burvenich, édouard-c. Pynaert, émile Rodigas, august van Geert, hubert j. van Hulle (eds.) 1881. Amaryllidaceae - Clivia miniata Madame Le Grelle d’Hanis. Revue de l’horticulture belge et étrangère, Gante, Bureaux de la Revue 7, 1 plancha, cromolitografía

- 1882. Iconographie der Indischen Azaleen: die Abbildung und Beschreibung der besten Alten und neuen varietäten Enthaltend. Ed. A. Host. 81 pp.

- frédéric Burvenich, oswald de Kerchove de Denterchem, édouard-c. Pynaert, émile Rodigas, august van Geert, hubert j. van Hulle editores. 1877. Revue de l’horticulture belge et étrangère. Gante, Bureaux de la Revue 3 (plancha 6)
- La abreviatura «Van Geert» se emplea para indicar a August Van Geert como autoridad en la descripción y clasificación científica de los vegetales.[1]